# 18775 Доналденґ
18775 Доналденґ (18775 Donaldeng) — астероїд головного поясу, відкритий 10 травня 1999 року.
Тіссеранів параметр щодо Юпітера — 3,555.